# 장 크리스토프

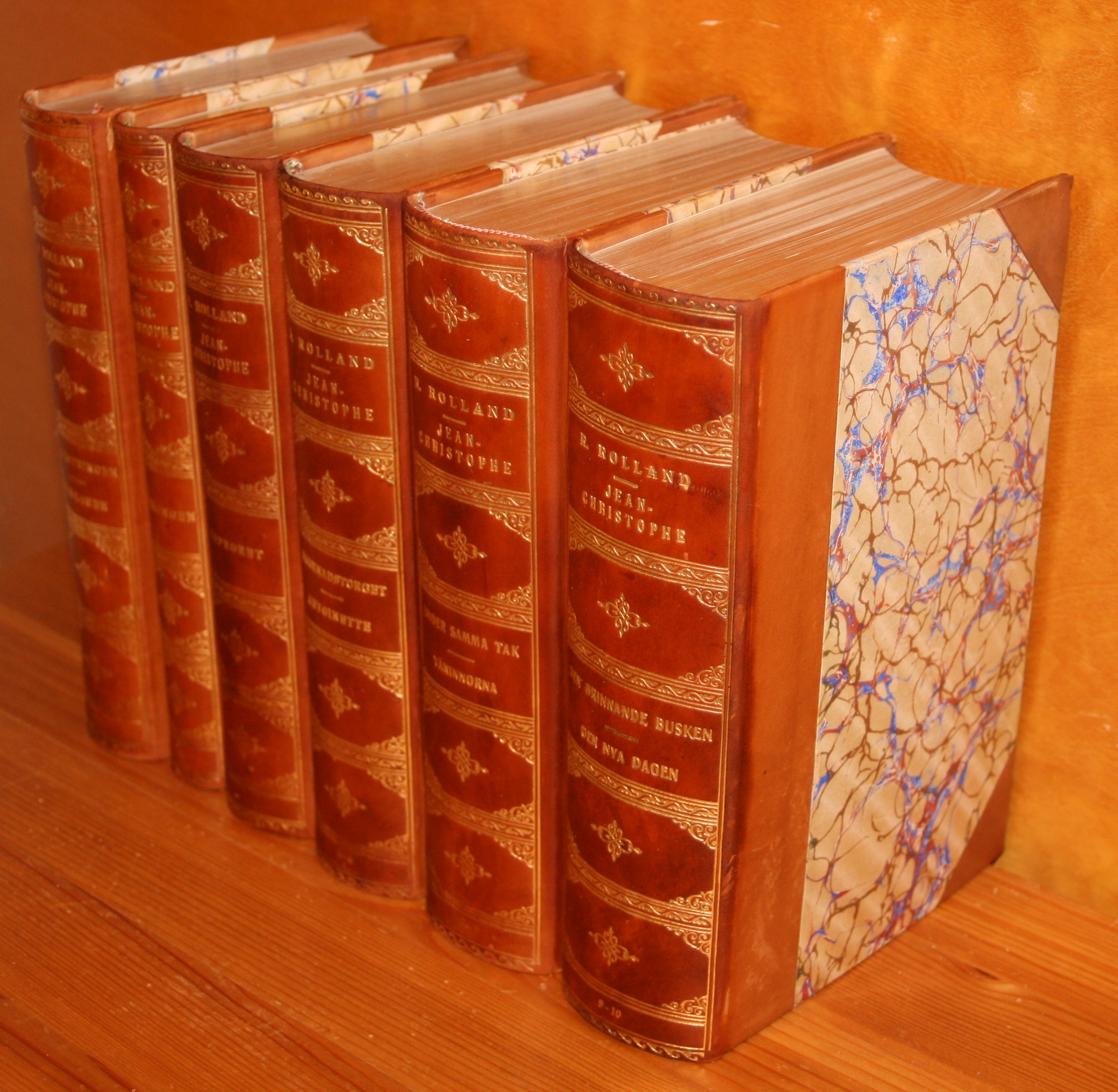

《장 크리스토프》(Jean-Christophe)는 로맹 롤랑의 장편 소설이다. 1904년부터 1912년까지 발표된 작품이다. 주인공 크리스토프의 소년 시절, 청년 시절, 장년 시절의 파리 생활과 그 환경, 생애의 완성기의 3장으로 구성되어 있다. 크리스토프는 어떤 역경에도 기가 꺾이지 않고 인간 완성을 목표로 하여 악전고투한다. 영혼의 생성사를 그린 교양소설이다. 크리스토프의 유소년 시절은 작가가 평생 경애하였던 루트비히 판 베토벤이 모델이 되었다. 이 작품은 또한 대규모 사회소설로서, 독일 및 프랑스에 대한 신랄한 문명비평이 포함되어 있다.
10권으로 된 이 대하소설―<여명> <아침> <청춘> <반항> <광장의 저자> <앙투아네트> <집안> <여성 친구들> <불타는 가시나무> <새로운 날>―은 최초 페기의 《반월수첩(半月手帖)》지에 발표되어 독자의 열광적인 공감을 얻었고, 아카데미 문학대상(1913) 및 노벨문학상(1916)을 수상하였다. 롤랑 자신은 이 작품을 음악소설이라고 불렀다. 이 소설의 전체에 말하자면 교향악적인 감정의 통일을 부여하려던 의도를 가지고 있었다. 독일의 라인강가에서 태어난 크리스토프는 그 일생 중에 자유와 진실을 위해 사회의 갖가지 인습(因習)과 악덕에 대하여 투쟁한다. 연애·우정·절망, 조용하고 깊은 사랑을 겪으면서 또 몇 번이나 고통으로 쓰러지면서도 최후에 크리스토프는 생과 사의 조화에 도달한다. ‘생’을 긍정하는 감정이 이 작품의 저류(底流)가 되어 있다. 이것은 보불 전쟁(普佛戰爭)부터 제1차 세계대전 전야(前夜)까지의 유럽 문명과 예술과 도덕에 대한 날카로운 비판의 글인 동시에 또 산다는 것에 신앙과 용기를 독자에게 심어주는 영혼의 노래이기도 하다.